# يوم الوحدة (فيتنام)

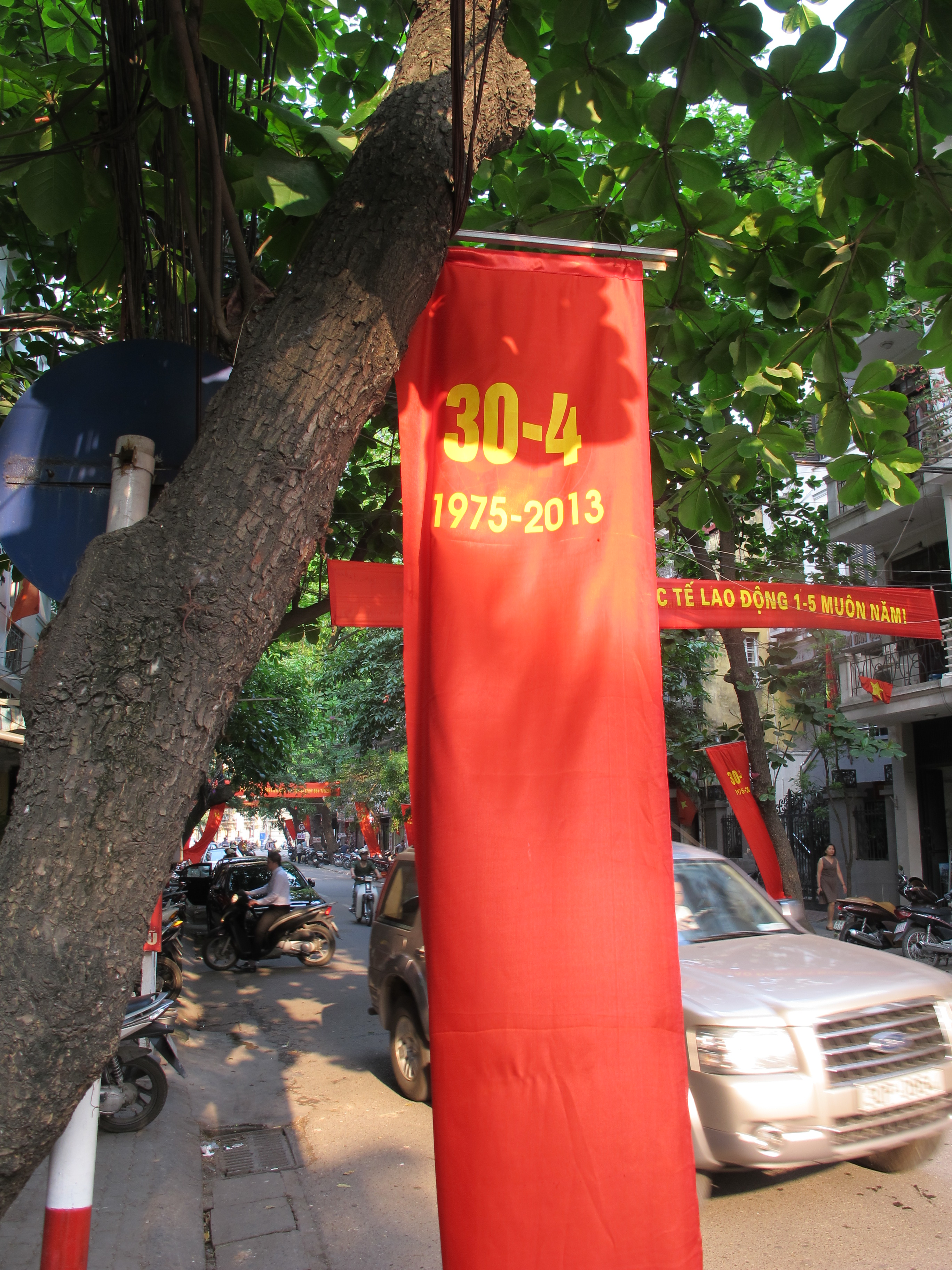
ملصق رسمي في العاصمة الفيتنامية هانوي ليوم الوحدة الفيتنامي

يوم الوحدة في فيتنام (بالفيتنامية:Ngày Thống nhất) ، وتسمى أيضاً في وسائل الإعلام المحلية الفيتنامية يوم فيتنام (بالفيتنامية:Ngày Chiến thắng) أو يوم التحرير (بالفيتنامية:Ngày Giải phóng) ، وهي عطلة رسمية ليوم 30 أبريل لذكرى سقوط سايغون ، وانهيار فيتنام الجنوبية الموالية لـلـقوات الأمريكية بتاريخ 30 أبريل عام 1975م، وتنتشر احتفالاتها في مدن فيتنامية مثل هانوي العاصمة ومدينة ساحلية كمدينة هو تشي مينه (سايغون سابقاً) ، ونجحت الحكومة الثورية «الفايت كونغ» للإتحاد مع حكومة فيتنام الشمالية وتوقيع الاتفاقية الاشتراكية بتاريخ 2 يوليو 1976م.

## انتقادات
الفيتناميون المبعدون عن وطنهم الأم والذين خرجوا من فيتنام الجنوبية ويتمركزون في كندا وولاية كاليفورنيا الأمريكية، رفعوا علم فيتنام الجنوبية بتاريخ 30 أبريل في كل عام، وكانوا يسمونها إبريل الأسود (بالإنجليزية: Black April)‏ (بالفيتنامية:Tháng Tư Đen) ، أي الشهر الأسود الذين نزحوا من العاصمة الفيتنامية الجنوبية سايغون ، وكذلك يسمى اليوم الوطني للعار (بالإنجليزية: National Day of Shame)‏ (بالفيتنامية:Ngày Quốc Nhục) وأيضاً يسمى اليوم الوطني للخيبة (بالإنجليزية: National Day of Resentment)‏ ـ (بالفيتنامية:Ngày Quốc Hận)

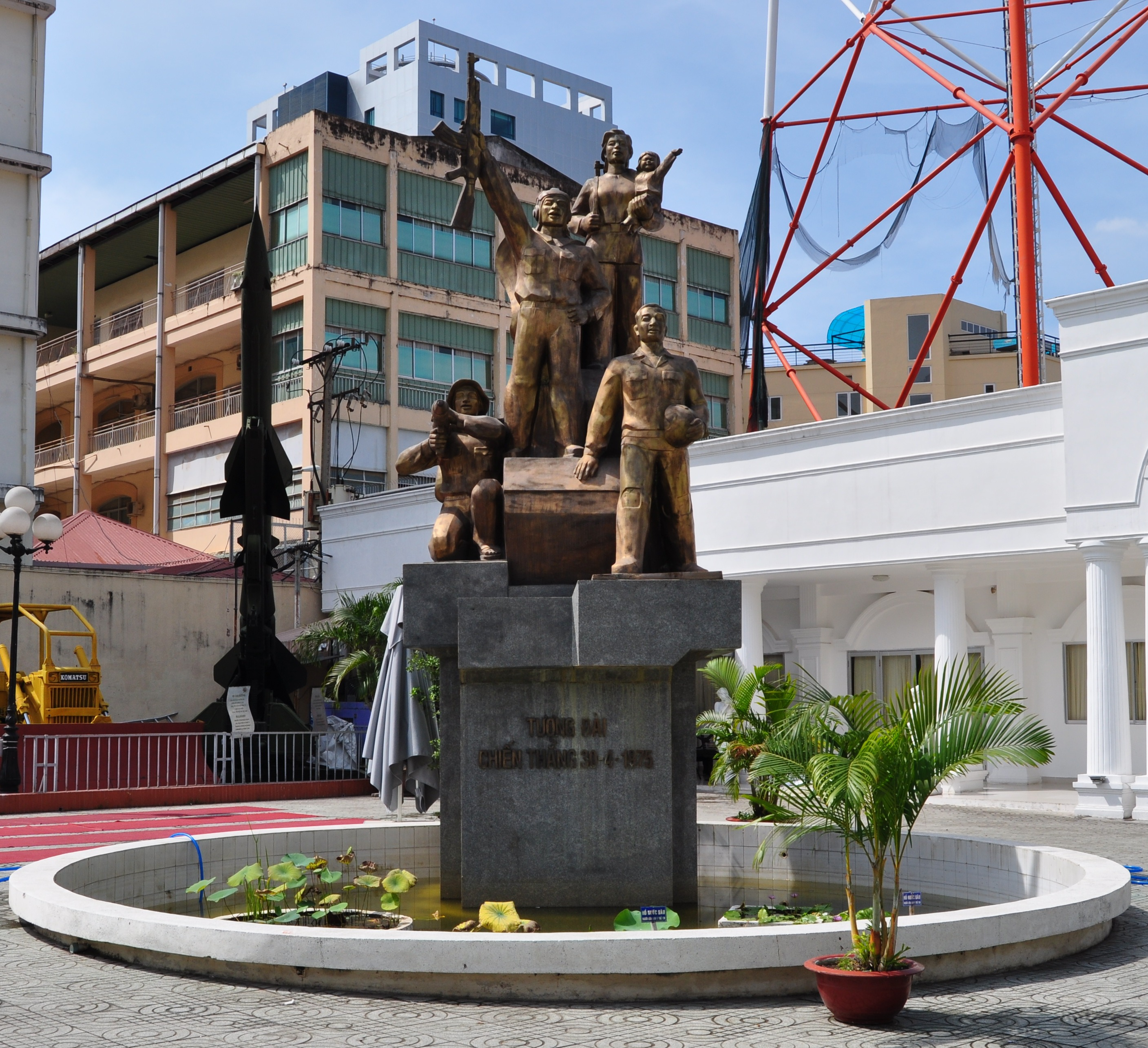
تمثال لتذكار رسمي في مدينة هو تشي مينه (سايغون سابقاً)
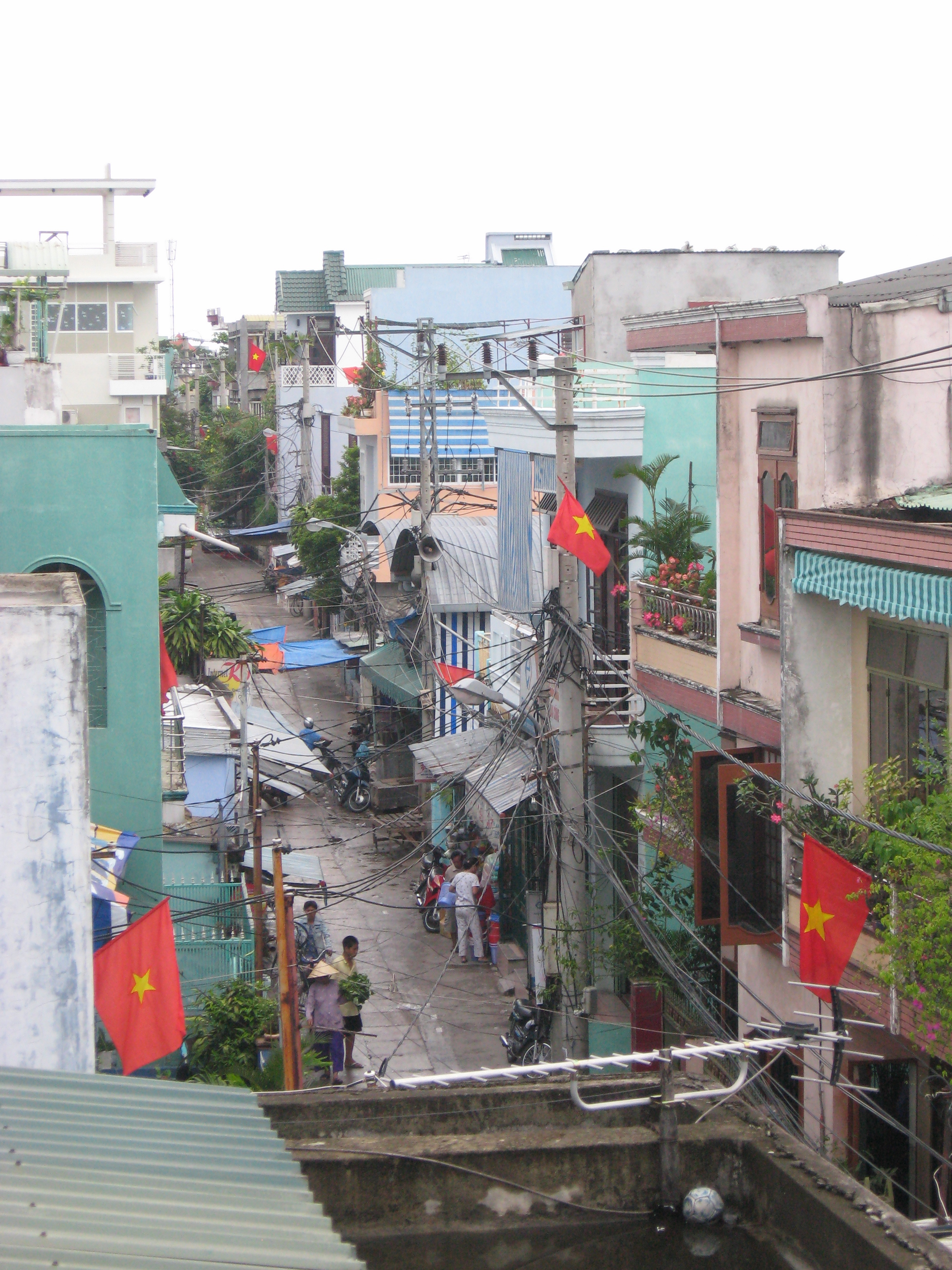
وضع الأعلام الرسمية في مدينة دا نانغ الفيتنامية ليوم الوحدة
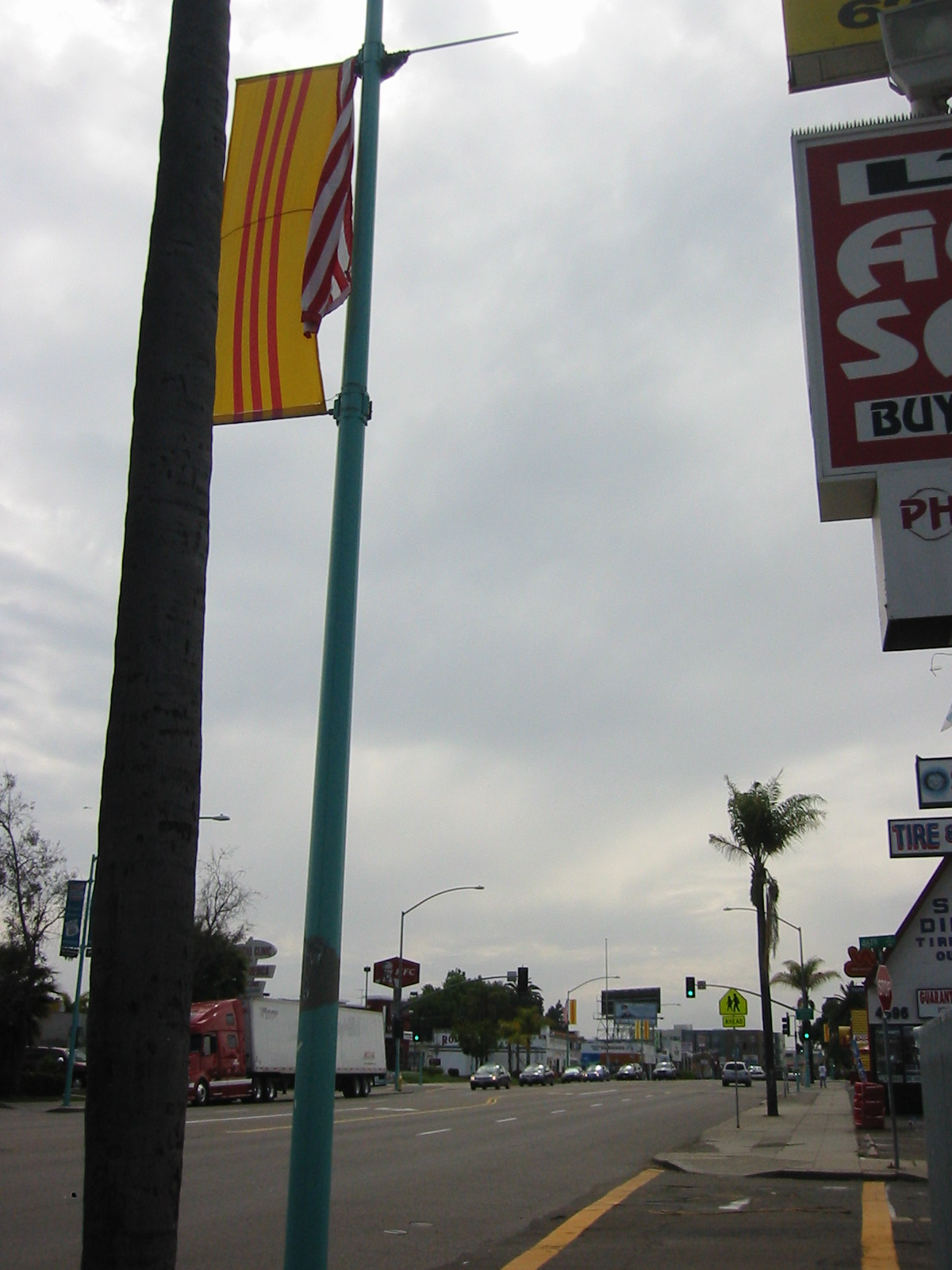
أمريكيون فيتناميون يرفعون علم فيتنام الجنوبية في سان دييغو الأمريكية احتجاجاً على ضم سايغون لفيتنام الشمالية
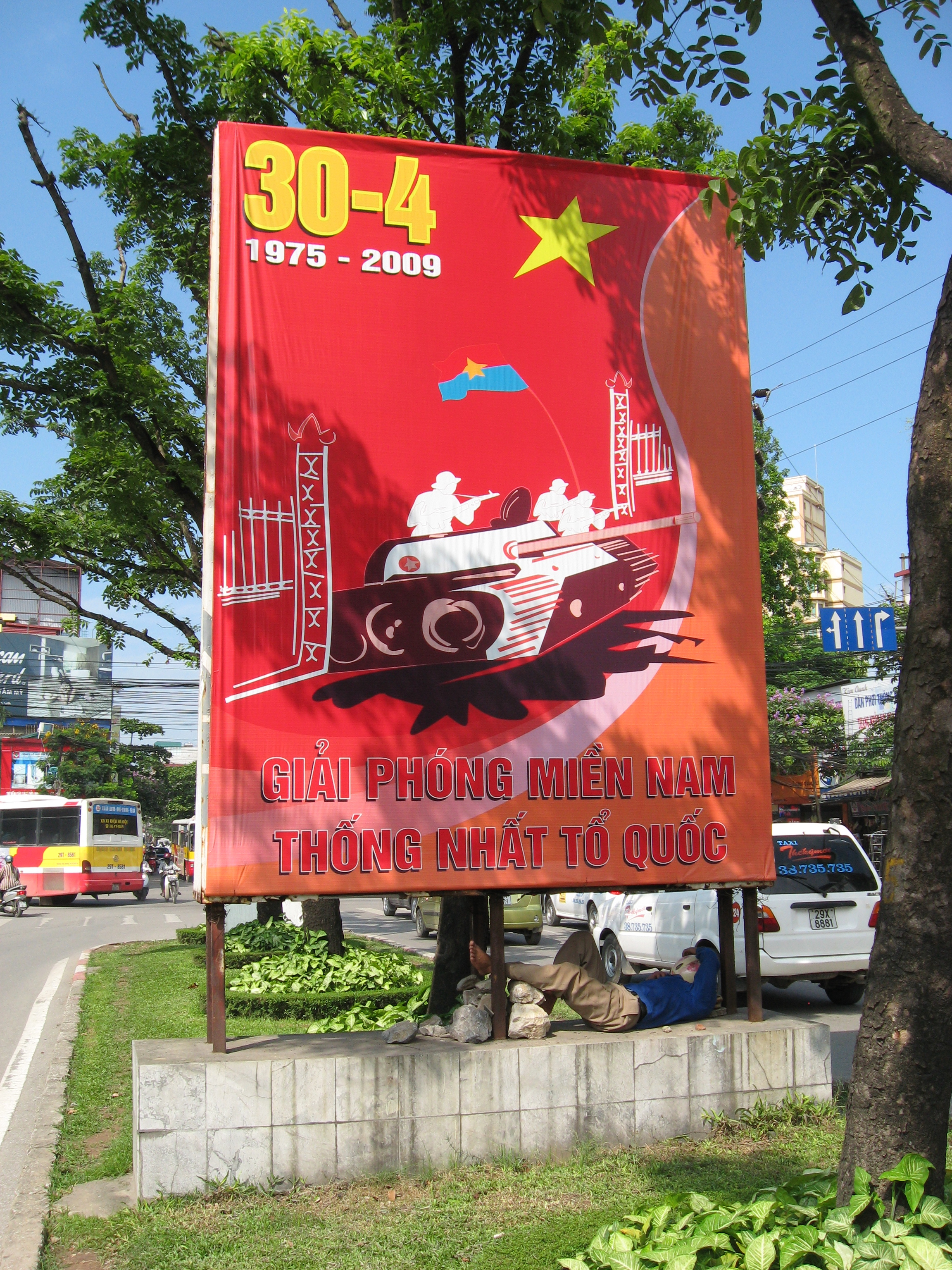
ملصق لإعلان رسمي عن يوم 30 أبريل لوحدة فيتنام.